# Meurtre de Inass Touloub
Le meurtre d'Inass Touloub, également connue sous le nom de la petite martyre de l’A10, est une affaire criminelle française emblématique, restée non résolue pendant plus de 30 ans. Elle concerne le meurtre d’une fillette de 4 ans, retrouvée morte en 1987 au bord de l’autoroute A10, à Suèvres (Loir-et-Cher), et dont l’identité n’a été établie qu’en 2018 grâce à des analyses ADN.
Plusieurs juges d’instructions et de magistrats se sont succédé durant cette enquête longue de trente-et-un ans.

## Les faits
Le 11 août 1987, le corps d’une fillette est découvert par des employés de la société Cofiroute dans un fossé longeant l’autoroute A10, sur le territoire de la commune de Suèvres dans le Loir-et-Cher. L’enfant, âgée d’environ 4 ans, est retrouvée enroulée dans une couverture, le corps portant de nombreuses traces de violences : brûlures au fer à repasser, morsures humaines (environ une vingtaine, notamment sur la poitrine), des contusions dues à des coups (gifles, coups de poing, coups de pied), des fractures de différentes dates et localisations, des cicatrices anciennes au cou et au périnée.

## Déroulement de l'enquête

### Enquête initiale
Dès le lendemain de la découverte du corps, le parquet de Blois lance un appel à témoins dans toutes la France, pour retrouver la famille de la fillette. Malgré une large médiatisation et la diffusion d’un portrait-robot post-mortem à 130 000 exemplaires, l’enquête piétine. Les policiers interrogent 60 000 écoles et 6 000 pédiatres, des hôpitaux, des services sociaux, sans succès. L’absence de signalement de disparition d’une enfant correspondant au profil d’Inass rend l’identification impossible. Le 12 février 1991, une première ordonnance de non-lieu est prononcée, alors que toutes les pistes explorées par les gendarmes s’épuisent une à une. Les parents sont introuvables, et la fillette n’a toujours pas de nom. En 1993, l’émission Témoin numéro 1 de Jacques Pradel, consacrée à cette affaire, tente de la relancer avec 74 témoignages. Certaines pistes sont explorées, mais rien n’aboutit. En 1997, un deuxième non-lieu est prononcé.

### Rebondissement grâce à l’ADN
Afin d’éviter que les faits ne tombent sous le coup de la prescription, l’enquête est relancée. Les enquêteurs procèdent alors à de premières analyses génétiques sur les pièces à conviction collectées en 1987, notamment des cheveux et des vêtements appartenant à l’enfant. Les profils ADN des parents biologiques sont identifiés, bien qu’ils ne soient pas enregistrés dans le fichier national automatisé des empreintes génétiques (FNAEG). En 2013, les analyses permettent également de détecter l’ADN de deux autres membres de l’entourage familial.
En 2016, un jeune homme est interpellé pour des faits de violence. Son ADN est prélevé et enregistré dans le FNAEG. En 2018, une correspondance est établie entre son profil génétique et des traces retrouvées sur la couverture et les vêtements de la victime. Il s’agit du frère d’Inass. Grâce à cette correspondance, les enquêteurs remontent jusqu’à la famille Touloub, d’origine marocaine, installée à Villers-Cotterêts (Aisne). Ils découvrent que la famille avait une fille prénommée Inass, née en 1983, dont aucune trace administrative n’existe après 1987.
Les parents, aujourd’hui sexagénaires, sont localisés : la mère vit toujours dans l’Aisne, le père à Puteaux (Hauts-de-Seine). Ils sont arrêtés et mis en examen en juin 2018 pour meurtre, recel de cadavre et violences habituelles sur mineur de moins de 15 ans.

## Procédure judiciaire
Les parents s’accusent mutuellement :
- La mère, principale accusée, nie être responsable de la mort de sa fille. Elle reconnaît avoir eu des difficultés à s’occuper d’Inass, évoquant une éducation stricte mais sans intention criminelle. Elle affirme que le père était absent ou peu impliqué dans l’éducation des enfants.
- Le père, poursuivi pour complicité, nie toute implication directe dans les violences. Il affirme ne pas avoir été présent au moment des faits et ne pas avoir eu connaissance des sévices infligés à sa fille. Son avocat conteste la qualification de complicité, estimant qu’il n’a ni participé ni couvert les actes reprochés à la mère.

La mère est finalement renvoyée devant la cour d’assises pour torture et actes de barbarie ayant entraîné la mort, et le père pour complicité. Après plusieurs recours, la Cour de cassation confirme en septembre 2024 leur renvoi devant la cour d’assises du Loir-et-Cher.
Le procès est retardé en raison de l’indisponibilité d’une salle adaptée à Blois. Il pourrait se tenir entre fin 2025 et début 2026.

## Impact médiatique et sociétal
L’affaire a profondément marqué l’opinion publique française, tant par la violence des faits que par la durée exceptionnelle de l’enquête. Elle est souvent citée comme un exemple marquant de cold case résolu grâce aux progrès de la science forensique.
Dès la découverte du corps, les habitants de Suèvres ont adopté symboliquement la fillette. Sa tombe, située dans le cimetière communal, a été régulièrement fleurie par des villageois et des anonymes. Des anges, des fleurs et une plaque portant l’inscription « À la mémoire de la petite inconnue de l’A10 » ont été installés. Après l’identification d’Inass en 2018, la tombe a été refaite et porte désormais son nom : « Inass. 3 juillet 1983 – 11 août 1987 ». Elle est aujourd’hui la plus fleurie du cimetière de Suèvres.